# Diocesi delle Orcadi
La diocesi delle Isole Orcadi (in latino: Dioecesis Orchadensis) è una sede soppressa della Chiesa cattolica.

## Territorio
La diocesi comprendeva le isole Orcadi e Shetland.
Sede vescovile era la città di Kirkwall, dove fungeva da cattedrale la chiesa di San Magnus.
La diocesi era costituita da due decanati, corrispondenti ai due arcipelaghi, per un totale di 63 parrocchie:
- il decanato delle Orcadi era costituito da 32 parrocchie: Birsay, Burness, Burray, Cros, Deerness, Eday, Egilsay, Evie, Firth, Flotta, Graemsay, Harray, Holm, Hoy, Lady, Lady Stronsay, North Ronaldsay, Orphir, Papa Westray, Rendall, Rousay, Sandwick, Shapinsay, St Andrews, St Mary's, St Nicholas, St Peter's, St Peter's Stronsay. Stenness, Stromness, Walls e Westray;
- il decanato delle Shetland aveva 31 parrocchie: Aithsting, Baliasta, Bressay, Burra, Cunningsburgh, Delting, Dunrossness, Fair Isle, Fetlar, Foula, Hillswick, Laxavoe, Lerwick, Lund, Lunnasting, Nesting, Northmavine, Northrew, Norwick, Ollaberry, Olnafirth, Papa Stour, Quarff, Sandness, Sandwick, Tingwall, Walls, Weisdale, Whalsay, Whiteness e Yell.

## Storia
La diocesi delle Orcadi fu eretta attorno alla metà dell'XI secolo durante il regno di Canuto il Grande. Il primo vescovo conosciuto è Henry (prima del 1060).
Dal punto di vista politico le Orcadi erano parte del regno di Norvegia. Sulla diocesi delle Orcadi si disputavano la giurisdizione ecclesiastica sia Amburgo sia York. Dal 1152 la diocesi divenne suffraganea dell'arcidiocesi di Nidaros. Il 17 agosto 1472, tre anni dopo che l’arcipelago fu regalato alla Scozia come dote di nozze, la diocesi cambiò nazionalità ed entrò a far parte della provincia ecclesiastica di Saint Andrews.
L'ultimo vescovo cattolico di Orkney fu Robert Reid, deceduto nel 1558. Gli succedette Adam Bothwell, eletto il 2 agosto 1559, che in seguito aderì alla riforma protestante.

## Cronotassi dei vescovi
- Henry † (prima del 1060)
- Thorulf †
- Ralph † (1081 o 1085 - 1137 deceduto)
- William I † (circa 1102 - 1168 deceduto)
- William II † (? - 1188 deceduto)
- Bjarni Kolbeinsson Skald † (1188 o 1194 - 15 settembre 1223 deceduto)
- Jofreyrr † (1223 - 1246 deceduto)
- Henry † (9 dicembre 1247 - 1269 deceduto)
- Peter † (1274 - 1284 deceduto)
- Dolgfinnr † (1286 - circa 1309 deceduto)
- William III † (1310 - 1312 deceduto)
- William IV † (? - 1383 deceduto)
- obbedienza romana
  - John † (9 novembre 1389 - 1394 nominato vescovo di Garðar)[2]
  - Henry † (9 marzo 1394 - ? deceduto)
  - John, O.S.B. † (21 agosto 1396 - ? deceduto)
- obbedienza avignonese
  - Robert Sinclair † (27 gennaio 1384 - 1º febbraio 1391 nominato vescovo di Dunkeld)
  - Alexander Vaus † (4 maggio 1414 - 1415 dimesso) (amministratore apostolico)
  - William Stephani † (13 novembre 1415 - 30 ottobre 1419 nominato vescovo di Dunblane)
- Thomas de Tulloch † (9 agosto 1418 - ? dimesso)
- William de Tulloch † (11 dicembre 1461 - 12 febbraio 1477 nominato vescovo di Moray)
- Andrew Pictoris † (12 febbraio 1477 - ? deceduto)
- Edward Stewart † (10 luglio 1500 - ? deceduto)
- John Benston † (27 aprile 1524 - ? deceduto)
- Robert Maxwell † (9 aprile 1526 - ? deceduto)
- Robert Reid, O.Cist. † (30 luglio 1541 - 14 settembre 1558 deceduto)
- Adam Bothwell † (2 agosto 1559 - 23 agosto 1593 apostata)